# Eleição primária do Partido Democrata de Iowa em 2000
A eleição primária do Partido Democrata de Iowa em 2010 foi realizada em 24 de janeiro de 2012. O vice-presidente Al Gore venceu no estado.
| Eleição primária do Partido Democrata de Iowa em 2000, 24 de janeiro de 2012 | Eleição primária do Partido Democrata de Iowa em 2000, 24 de janeiro de 2012 | Eleição primária do Partido Democrata de Iowa em 2000, 24 de janeiro de 2012 | Eleição primária do Partido Democrata de Iowa em 2000, 24 de janeiro de 2012 |
| Candidato                                                                    | Delegados estaduais                                                          | Percentagem                                                                  | Delegados nacionais                                                          |
| ---------------------------------------------------------------------------- | ---------------------------------------------------------------------------- | ---------------------------------------------------------------------------- | ---------------------------------------------------------------------------- |
| Al Gore                                                                      | 1 269                                                                        | 63,42%                                                                       | 29                                                                           |
| Bill Bradley                                                                 | 698                                                                          | 34,88%                                                                       | 18                                                                           |
| Voto em branco                                                               | 33                                                                           | 1,65%                                                                        |                                                                              |
| Total:                                                                       | 2 001                                                                        | 100,0%                                                                       |                                                                              |

Al Gore ganhou em 93 dos 99 condados de Iowa. Este Caucus teve pouca participação. Bill Bradley perdeu o resto das primárias por margens grandes e Al Gore acabaria por perder as eleições gerais para o governador do Texas George W. Bush.